# Denis Briant
Pour les articles homonymes, voir Briant.
Denis Briant (parfois Denys, en latin Dionysius) est un moine bénédictin breton de la congrégation de Saint-Maur, né vers 1655 à Pleudihen près de Dinan, mort le 6 février 1716 à l'abbaye Saint-Sauveur à Redon.
Il fit profession le 16 juillet 1684 dans l'abbaye de Saint-Melaine, à Rennes, et séjourna ensuite en l'abbaye de Saint-Vincent du Mans, sous l'abbatiat de Jean-Maur Audren de Kerdrel.
Il fut associé, avec notamment Antoine-Paul Le Gallois, Joseph Rougier et Mathurin Veyssière de La Croze (remplacé en 1693 par Guy Alexis Lobineau), à l'entreprise de rédaction d'une Histoire de Bretagne lancée en 1687 par Dom Audren de Kerdrel (publiée en 1707, en deux volumes in-folio, un de texte et un de preuves). À partir de 1695, il fut l'un des deux principaux artisans du projet avec Dom Lobineau. Les mémoires recueillis pour la réalisation de cet ouvrage sont conservés en partie à la Bibliothèque nationale (26 volumes et 12 liasses, n° 22308-22359 du fonds français) ; le Ms français 22308, premier de la série, contient les Mémoires de D. Denis Briant pour l'histoire de la Bretagne.
Il a également écrit, en latin, une Histoire de l'abbaye de Saint-Vincent du Mans, depuis sa fondation en 572 jusqu'en 1710 (en manuscrit), et surtout, ouvrage de plus grande ampleur, Cenomania, de episcopis Cenomanensibus, item de abbatiis, de comitibus, &., Cenomanicæ regionis, qui est une histoire du Maine (en manuscrit, plusieurs exemplaires).
Il a fourni aussi beaucoup d'articles aux éditeurs du Gallia christiana.